# Vocal semicerrada posterior no redondeada
La Vocal semicerrada posterior no redondeada (escucharⓘ) es un tipo de sonido vocálico usado en algunas lenguas orales. Su símbolo en el Alfabeto Fonético Internacional es ɤ, llamados "cuernos de chivo". Es distinto del símbolo de la fricativa velar sonora, ɣ, que tiene un descensor.
Antes de 1989, el símbolo de este sonido era , con una parte superior plana, y era conocido en inglés como "baby gamma" (gamma bebé). Ahora, el símbolo es , conocido como "cuernos de carnero", y que se tiene la parte superior redondeada. Unicode proporciona sólo U+0264 ɤ latina minúscula cuerno de carnero (HTML: ɤ), pero en algunas fuentes este carácter puede aparecer como una "gamma bebé" en su lugar.

## Características
- Su abertura es estrecha-media, lo que significa que la lengua se sitúa a medio camino entre la vocal cerrada y una vocal media.
- Su localización es posterior, lo que significa que la lengua se sitúa lo más lejos posible en la boca sin crear una constricción que se pueda calificar como consonante.
- Su redondez vocal no es redondeada, lo que significa que los labios no están redondeados.

## Idiomas con este sonido
| Idioma     | Idioma     | Palabra  | AFI      | Significado | Notas                                         |
| ---------- | ---------- | -------- | -------- | ----------- | --------------------------------------------- |
| Alekano    | Alekano    | gam'ó'   | [ɣɑmɤʔ]  | 'pepino'    |                                               |
| Chino      | Mandarín   | 喝/h'ē'  | [xɤ˥] ⓘ  | 'beber'     |                                               |
| Chino      | Taiwanés   | 蚵/'ô'   | [ɤ˧]     | 'ostra'     | Principalmente en el dialecto del sur.        |
| Estonio    | Estonio    | k'õ'rv   | [kɤrv]   | 'oído'      |                                               |
| Coreano    | Coreano    | 어리다   | [ɤɾida]  | 'joven'     |                                               |
| Escocés    | Escocés    | d'oi'rbh | [d̪̊ɤrʲɤv] | 'difícil'   |                                               |
| Tailandés  | Tailandés  | 'เ'ธ'อ'  | [tʰɤː]   | 'tú'        |                                               |
| Vietnamita | Vietnamita | t'ơ'     | [tɤ]     | 'seda'      |                                               |
| Cabécar    | Cabécar    | kä́       | [kɤ́]     | 'hoja'      | Únicamente se utiliza en el dialecto norteño. |

| | Anterior | Semiant. | Central | Semipost. | Posterior |
| Cerrada | \| i • y ɨ • ʉ ɯ • u ɪ̟ • ʏ̟ ɪ • ʏ ɪ̈ • ʊ̈ ɯ̽ • ʊ ɯ̞ • ʊ̠ e • ø ɘ • ɵ ɤ • o e̞ • ø̞ ə • ɵ̞ ɤ̞ • o̞ ɛ • œ ɜ • ɞ ʌ • ɔ æ • œ̞ ɐ • ɞ̞ ʌ̞ • ɔ̞ a • ɶ ɐ̞ • ɶ̠ ɑ • ɒ \| | \| i • y ɨ • ʉ ɯ • u ɪ̟ • ʏ̟ ɪ • ʏ ɪ̈ • ʊ̈ ɯ̽ • ʊ ɯ̞ • ʊ̠ e • ø ɘ • ɵ ɤ • o e̞ • ø̞ ə • ɵ̞ ɤ̞ • o̞ ɛ • œ ɜ • ɞ ʌ • ɔ æ • œ̞ ɐ • ɞ̞ ʌ̞ • ɔ̞ a • ɶ ɐ̞ • ɶ̠ ɑ • ɒ \| | \| i • y ɨ • ʉ ɯ • u ɪ̟ • ʏ̟ ɪ • ʏ ɪ̈ • ʊ̈ ɯ̽ • ʊ ɯ̞ • ʊ̠ e • ø ɘ • ɵ ɤ • o e̞ • ø̞ ə • ɵ̞ ɤ̞ • o̞ ɛ • œ ɜ • ɞ ʌ • ɔ æ • œ̞ ɐ • ɞ̞ ʌ̞ • ɔ̞ a • ɶ ɐ̞ • ɶ̠ ɑ • ɒ \| | \| i • y ɨ • ʉ ɯ • u ɪ̟ • ʏ̟ ɪ • ʏ ɪ̈ • ʊ̈ ɯ̽ • ʊ ɯ̞ • ʊ̠ e • ø ɘ • ɵ ɤ • o e̞ • ø̞ ə • ɵ̞ ɤ̞ • o̞ ɛ • œ ɜ • ɞ ʌ • ɔ æ • œ̞ ɐ • ɞ̞ ʌ̞ • ɔ̞ a • ɶ ɐ̞ • ɶ̠ ɑ • ɒ \| | \| i • y ɨ • ʉ ɯ • u ɪ̟ • ʏ̟ ɪ • ʏ ɪ̈ • ʊ̈ ɯ̽ • ʊ ɯ̞ • ʊ̠ e • ø ɘ • ɵ ɤ • o e̞ • ø̞ ə • ɵ̞ ɤ̞ • o̞ ɛ • œ ɜ • ɞ ʌ • ɔ æ • œ̞ ɐ • ɞ̞ ʌ̞ • ɔ̞ a • ɶ ɐ̞ • ɶ̠ ɑ • ɒ \| |
| Casi cerr. | \| i • y ɨ • ʉ ɯ • u ɪ̟ • ʏ̟ ɪ • ʏ ɪ̈ • ʊ̈ ɯ̽ • ʊ ɯ̞ • ʊ̠ e • ø ɘ • ɵ ɤ • o e̞ • ø̞ ə • ɵ̞ ɤ̞ • o̞ ɛ • œ ɜ • ɞ ʌ • ɔ æ • œ̞ ɐ • ɞ̞ ʌ̞ • ɔ̞ a • ɶ ɐ̞ • ɶ̠ ɑ • ɒ \| | \| i • y ɨ • ʉ ɯ • u ɪ̟ • ʏ̟ ɪ • ʏ ɪ̈ • ʊ̈ ɯ̽ • ʊ ɯ̞ • ʊ̠ e • ø ɘ • ɵ ɤ • o e̞ • ø̞ ə • ɵ̞ ɤ̞ • o̞ ɛ • œ ɜ • ɞ ʌ • ɔ æ • œ̞ ɐ • ɞ̞ ʌ̞ • ɔ̞ a • ɶ ɐ̞ • ɶ̠ ɑ • ɒ \| | \| i • y ɨ • ʉ ɯ • u ɪ̟ • ʏ̟ ɪ • ʏ ɪ̈ • ʊ̈ ɯ̽ • ʊ ɯ̞ • ʊ̠ e • ø ɘ • ɵ ɤ • o e̞ • ø̞ ə • ɵ̞ ɤ̞ • o̞ ɛ • œ ɜ • ɞ ʌ • ɔ æ • œ̞ ɐ • ɞ̞ ʌ̞ • ɔ̞ a • ɶ ɐ̞ • ɶ̠ ɑ • ɒ \| | \| i • y ɨ • ʉ ɯ • u ɪ̟ • ʏ̟ ɪ • ʏ ɪ̈ • ʊ̈ ɯ̽ • ʊ ɯ̞ • ʊ̠ e • ø ɘ • ɵ ɤ • o e̞ • ø̞ ə • ɵ̞ ɤ̞ • o̞ ɛ • œ ɜ • ɞ ʌ • ɔ æ • œ̞ ɐ • ɞ̞ ʌ̞ • ɔ̞ a • ɶ ɐ̞ • ɶ̠ ɑ • ɒ \| | \| i • y ɨ • ʉ ɯ • u ɪ̟ • ʏ̟ ɪ • ʏ ɪ̈ • ʊ̈ ɯ̽ • ʊ ɯ̞ • ʊ̠ e • ø ɘ • ɵ ɤ • o e̞ • ø̞ ə • ɵ̞ ɤ̞ • o̞ ɛ • œ ɜ • ɞ ʌ • ɔ æ • œ̞ ɐ • ɞ̞ ʌ̞ • ɔ̞ a • ɶ ɐ̞ • ɶ̠ ɑ • ɒ \| |
| Semicerr. | \| i • y ɨ • ʉ ɯ • u ɪ̟ • ʏ̟ ɪ • ʏ ɪ̈ • ʊ̈ ɯ̽ • ʊ ɯ̞ • ʊ̠ e • ø ɘ • ɵ ɤ • o e̞ • ø̞ ə • ɵ̞ ɤ̞ • o̞ ɛ • œ ɜ • ɞ ʌ • ɔ æ • œ̞ ɐ • ɞ̞ ʌ̞ • ɔ̞ a • ɶ ɐ̞ • ɶ̠ ɑ • ɒ \| | \| i • y ɨ • ʉ ɯ • u ɪ̟ • ʏ̟ ɪ • ʏ ɪ̈ • ʊ̈ ɯ̽ • ʊ ɯ̞ • ʊ̠ e • ø ɘ • ɵ ɤ • o e̞ • ø̞ ə • ɵ̞ ɤ̞ • o̞ ɛ • œ ɜ • ɞ ʌ • ɔ æ • œ̞ ɐ • ɞ̞ ʌ̞ • ɔ̞ a • ɶ ɐ̞ • ɶ̠ ɑ • ɒ \| | \| i • y ɨ • ʉ ɯ • u ɪ̟ • ʏ̟ ɪ • ʏ ɪ̈ • ʊ̈ ɯ̽ • ʊ ɯ̞ • ʊ̠ e • ø ɘ • ɵ ɤ • o e̞ • ø̞ ə • ɵ̞ ɤ̞ • o̞ ɛ • œ ɜ • ɞ ʌ • ɔ æ • œ̞ ɐ • ɞ̞ ʌ̞ • ɔ̞ a • ɶ ɐ̞ • ɶ̠ ɑ • ɒ \| | \| i • y ɨ • ʉ ɯ • u ɪ̟ • ʏ̟ ɪ • ʏ ɪ̈ • ʊ̈ ɯ̽ • ʊ ɯ̞ • ʊ̠ e • ø ɘ • ɵ ɤ • o e̞ • ø̞ ə • ɵ̞ ɤ̞ • o̞ ɛ • œ ɜ • ɞ ʌ • ɔ æ • œ̞ ɐ • ɞ̞ ʌ̞ • ɔ̞ a • ɶ ɐ̞ • ɶ̠ ɑ • ɒ \| | \| i • y ɨ • ʉ ɯ • u ɪ̟ • ʏ̟ ɪ • ʏ ɪ̈ • ʊ̈ ɯ̽ • ʊ ɯ̞ • ʊ̠ e • ø ɘ • ɵ ɤ • o e̞ • ø̞ ə • ɵ̞ ɤ̞ • o̞ ɛ • œ ɜ • ɞ ʌ • ɔ æ • œ̞ ɐ • ɞ̞ ʌ̞ • ɔ̞ a • ɶ ɐ̞ • ɶ̠ ɑ • ɒ \| |
| Media | \| i • y ɨ • ʉ ɯ • u ɪ̟ • ʏ̟ ɪ • ʏ ɪ̈ • ʊ̈ ɯ̽ • ʊ ɯ̞ • ʊ̠ e • ø ɘ • ɵ ɤ • o e̞ • ø̞ ə • ɵ̞ ɤ̞ • o̞ ɛ • œ ɜ • ɞ ʌ • ɔ æ • œ̞ ɐ • ɞ̞ ʌ̞ • ɔ̞ a • ɶ ɐ̞ • ɶ̠ ɑ • ɒ \| | \| i • y ɨ • ʉ ɯ • u ɪ̟ • ʏ̟ ɪ • ʏ ɪ̈ • ʊ̈ ɯ̽ • ʊ ɯ̞ • ʊ̠ e • ø ɘ • ɵ ɤ • o e̞ • ø̞ ə • ɵ̞ ɤ̞ • o̞ ɛ • œ ɜ • ɞ ʌ • ɔ æ • œ̞ ɐ • ɞ̞ ʌ̞ • ɔ̞ a • ɶ ɐ̞ • ɶ̠ ɑ • ɒ \| | \| i • y ɨ • ʉ ɯ • u ɪ̟ • ʏ̟ ɪ • ʏ ɪ̈ • ʊ̈ ɯ̽ • ʊ ɯ̞ • ʊ̠ e • ø ɘ • ɵ ɤ • o e̞ • ø̞ ə • ɵ̞ ɤ̞ • o̞ ɛ • œ ɜ • ɞ ʌ • ɔ æ • œ̞ ɐ • ɞ̞ ʌ̞ • ɔ̞ a • ɶ ɐ̞ • ɶ̠ ɑ • ɒ \| | \| i • y ɨ • ʉ ɯ • u ɪ̟ • ʏ̟ ɪ • ʏ ɪ̈ • ʊ̈ ɯ̽ • ʊ ɯ̞ • ʊ̠ e • ø ɘ • ɵ ɤ • o e̞ • ø̞ ə • ɵ̞ ɤ̞ • o̞ ɛ • œ ɜ • ɞ ʌ • ɔ æ • œ̞ ɐ • ɞ̞ ʌ̞ • ɔ̞ a • ɶ ɐ̞ • ɶ̠ ɑ • ɒ \| | \| i • y ɨ • ʉ ɯ • u ɪ̟ • ʏ̟ ɪ • ʏ ɪ̈ • ʊ̈ ɯ̽ • ʊ ɯ̞ • ʊ̠ e • ø ɘ • ɵ ɤ • o e̞ • ø̞ ə • ɵ̞ ɤ̞ • o̞ ɛ • œ ɜ • ɞ ʌ • ɔ æ • œ̞ ɐ • ɞ̞ ʌ̞ • ɔ̞ a • ɶ ɐ̞ • ɶ̠ ɑ • ɒ \| |
| Semiab. | \| i • y ɨ • ʉ ɯ • u ɪ̟ • ʏ̟ ɪ • ʏ ɪ̈ • ʊ̈ ɯ̽ • ʊ ɯ̞ • ʊ̠ e • ø ɘ • ɵ ɤ • o e̞ • ø̞ ə • ɵ̞ ɤ̞ • o̞ ɛ • œ ɜ • ɞ ʌ • ɔ æ • œ̞ ɐ • ɞ̞ ʌ̞ • ɔ̞ a • ɶ ɐ̞ • ɶ̠ ɑ • ɒ \| | \| i • y ɨ • ʉ ɯ • u ɪ̟ • ʏ̟ ɪ • ʏ ɪ̈ • ʊ̈ ɯ̽ • ʊ ɯ̞ • ʊ̠ e • ø ɘ • ɵ ɤ • o e̞ • ø̞ ə • ɵ̞ ɤ̞ • o̞ ɛ • œ ɜ • ɞ ʌ • ɔ æ • œ̞ ɐ • ɞ̞ ʌ̞ • ɔ̞ a • ɶ ɐ̞ • ɶ̠ ɑ • ɒ \| | \| i • y ɨ • ʉ ɯ • u ɪ̟ • ʏ̟ ɪ • ʏ ɪ̈ • ʊ̈ ɯ̽ • ʊ ɯ̞ • ʊ̠ e • ø ɘ • ɵ ɤ • o e̞ • ø̞ ə • ɵ̞ ɤ̞ • o̞ ɛ • œ ɜ • ɞ ʌ • ɔ æ • œ̞ ɐ • ɞ̞ ʌ̞ • ɔ̞ a • ɶ ɐ̞ • ɶ̠ ɑ • ɒ \| | \| i • y ɨ • ʉ ɯ • u ɪ̟ • ʏ̟ ɪ • ʏ ɪ̈ • ʊ̈ ɯ̽ • ʊ ɯ̞ • ʊ̠ e • ø ɘ • ɵ ɤ • o e̞ • ø̞ ə • ɵ̞ ɤ̞ • o̞ ɛ • œ ɜ • ɞ ʌ • ɔ æ • œ̞ ɐ • ɞ̞ ʌ̞ • ɔ̞ a • ɶ ɐ̞ • ɶ̠ ɑ • ɒ \| | \| i • y ɨ • ʉ ɯ • u ɪ̟ • ʏ̟ ɪ • ʏ ɪ̈ • ʊ̈ ɯ̽ • ʊ ɯ̞ • ʊ̠ e • ø ɘ • ɵ ɤ • o e̞ • ø̞ ə • ɵ̞ ɤ̞ • o̞ ɛ • œ ɜ • ɞ ʌ • ɔ æ • œ̞ ɐ • ɞ̞ ʌ̞ • ɔ̞ a • ɶ ɐ̞ • ɶ̠ ɑ • ɒ \| |
| Casi ab. | \| i • y ɨ • ʉ ɯ • u ɪ̟ • ʏ̟ ɪ • ʏ ɪ̈ • ʊ̈ ɯ̽ • ʊ ɯ̞ • ʊ̠ e • ø ɘ • ɵ ɤ • o e̞ • ø̞ ə • ɵ̞ ɤ̞ • o̞ ɛ • œ ɜ • ɞ ʌ • ɔ æ • œ̞ ɐ • ɞ̞ ʌ̞ • ɔ̞ a • ɶ ɐ̞ • ɶ̠ ɑ • ɒ \| | \| i • y ɨ • ʉ ɯ • u ɪ̟ • ʏ̟ ɪ • ʏ ɪ̈ • ʊ̈ ɯ̽ • ʊ ɯ̞ • ʊ̠ e • ø ɘ • ɵ ɤ • o e̞ • ø̞ ə • ɵ̞ ɤ̞ • o̞ ɛ • œ ɜ • ɞ ʌ • ɔ æ • œ̞ ɐ • ɞ̞ ʌ̞ • ɔ̞ a • ɶ ɐ̞ • ɶ̠ ɑ • ɒ \| | \| i • y ɨ • ʉ ɯ • u ɪ̟ • ʏ̟ ɪ • ʏ ɪ̈ • ʊ̈ ɯ̽ • ʊ ɯ̞ • ʊ̠ e • ø ɘ • ɵ ɤ • o e̞ • ø̞ ə • ɵ̞ ɤ̞ • o̞ ɛ • œ ɜ • ɞ ʌ • ɔ æ • œ̞ ɐ • ɞ̞ ʌ̞ • ɔ̞ a • ɶ ɐ̞ • ɶ̠ ɑ • ɒ \| | \| i • y ɨ • ʉ ɯ • u ɪ̟ • ʏ̟ ɪ • ʏ ɪ̈ • ʊ̈ ɯ̽ • ʊ ɯ̞ • ʊ̠ e • ø ɘ • ɵ ɤ • o e̞ • ø̞ ə • ɵ̞ ɤ̞ • o̞ ɛ • œ ɜ • ɞ ʌ • ɔ æ • œ̞ ɐ • ɞ̞ ʌ̞ • ɔ̞ a • ɶ ɐ̞ • ɶ̠ ɑ • ɒ \| | \| i • y ɨ • ʉ ɯ • u ɪ̟ • ʏ̟ ɪ • ʏ ɪ̈ • ʊ̈ ɯ̽ • ʊ ɯ̞ • ʊ̠ e • ø ɘ • ɵ ɤ • o e̞ • ø̞ ə • ɵ̞ ɤ̞ • o̞ ɛ • œ ɜ • ɞ ʌ • ɔ æ • œ̞ ɐ • ɞ̞ ʌ̞ • ɔ̞ a • ɶ ɐ̞ • ɶ̠ ɑ • ɒ \| |
| Abierta | \| i • y ɨ • ʉ ɯ • u ɪ̟ • ʏ̟ ɪ • ʏ ɪ̈ • ʊ̈ ɯ̽ • ʊ ɯ̞ • ʊ̠ e • ø ɘ • ɵ ɤ • o e̞ • ø̞ ə • ɵ̞ ɤ̞ • o̞ ɛ • œ ɜ • ɞ ʌ • ɔ æ • œ̞ ɐ • ɞ̞ ʌ̞ • ɔ̞ a • ɶ ɐ̞ • ɶ̠ ɑ • ɒ \| | \| i • y ɨ • ʉ ɯ • u ɪ̟ • ʏ̟ ɪ • ʏ ɪ̈ • ʊ̈ ɯ̽ • ʊ ɯ̞ • ʊ̠ e • ø ɘ • ɵ ɤ • o e̞ • ø̞ ə • ɵ̞ ɤ̞ • o̞ ɛ • œ ɜ • ɞ ʌ • ɔ æ • œ̞ ɐ • ɞ̞ ʌ̞ • ɔ̞ a • ɶ ɐ̞ • ɶ̠ ɑ • ɒ \| | \| i • y ɨ • ʉ ɯ • u ɪ̟ • ʏ̟ ɪ • ʏ ɪ̈ • ʊ̈ ɯ̽ • ʊ ɯ̞ • ʊ̠ e • ø ɘ • ɵ ɤ • o e̞ • ø̞ ə • ɵ̞ ɤ̞ • o̞ ɛ • œ ɜ • ɞ ʌ • ɔ æ • œ̞ ɐ • ɞ̞ ʌ̞ • ɔ̞ a • ɶ ɐ̞ • ɶ̠ ɑ • ɒ \| | \| i • y ɨ • ʉ ɯ • u ɪ̟ • ʏ̟ ɪ • ʏ ɪ̈ • ʊ̈ ɯ̽ • ʊ ɯ̞ • ʊ̠ e • ø ɘ • ɵ ɤ • o e̞ • ø̞ ə • ɵ̞ ɤ̞ • o̞ ɛ • œ ɜ • ɞ ʌ • ɔ æ • œ̞ ɐ • ɞ̞ ʌ̞ • ɔ̞ a • ɶ ɐ̞ • ɶ̠ ɑ • ɒ \| | \| i • y ɨ • ʉ ɯ • u ɪ̟ • ʏ̟ ɪ • ʏ ɪ̈ • ʊ̈ ɯ̽ • ʊ ɯ̞ • ʊ̠ e • ø ɘ • ɵ ɤ • o e̞ • ø̞ ə • ɵ̞ ɤ̞ • o̞ ɛ • œ ɜ • ɞ ʌ • ɔ æ • œ̞ ɐ • ɞ̞ ʌ̞ • ɔ̞ a • ɶ ɐ̞ • ɶ̠ ɑ • ɒ \| |
| i • y ɨ • ʉ ɯ • u ɪ̟ • ʏ̟ ɪ • ʏ ɪ̈ • ʊ̈ ɯ̽ • ʊ ɯ̞ • ʊ̠ e • ø ɘ • ɵ ɤ • o e̞ • ø̞ ə • ɵ̞ ɤ̞ • o̞ ɛ • œ ɜ • ɞ ʌ • ɔ æ • œ̞ ɐ • ɞ̞ ʌ̞ • ɔ̞ a • ɶ ɐ̞ • ɶ̠ ɑ • ɒ | | | | | |

- Datos: Q909114